# Pleuroprion frigidum
Pleuroprion frigidum là một loài chân đều trong họ Antarcturidae. Loài này được Hansen miêu tả khoa học năm 1916.